# 藤井萌夏
藤井萌夏（日语：／ Fujii Moka，2004年8月29日—），日本女子花样游泳运动员，2022年世界游泳锦标赛集体技术自选、自由组合银牌得主和集体自由自选铜牌得主、2023年世界游泳锦标赛集体技巧自选铜牌得主。

## 外部鏈接
- 藤井萌夏在FINA（英语）